# Lamanonia ternata
O guaraperê (nome científico: Lamanonia ternata) é uma espécie de plantas da família cunoniaceae.

## Etimologia
Lamanonia homenagem a Lamanon, companheiro de Peyroux nas viagens de circunavegação; ternata vem do latim ternatus.

## Descrição
Árvore semicaducifólia, espécie secundária inicial. Sua altura atinge até 23 m e seu diâmetro 70 cm.

## Distribuição
Esta espécie ocorre na Floresta ombrófila mista e na Floresta estacional semidecidual, da Bahia ao Rio Grande do Sul.